# Dassow
Dassow é uma cidade da Alemanha localizada no distrito de Nordwestmecklenburg, estado de Mecklemburgo-Pomerânia Ocidental.
Pertence ao Amt de Schönberger Land.